# Santiago Ramón y Cajal
Santiago Ramón y Cajal (Petilla de Aragón, 1º maggio 1852 – Madrid, 17 ottobre 1934) è stato un medico, istologo e patologo spagnolo, premio Nobel per la medicina nel 1906.

## Vita

### Infanzia e gioventù
Santiago Ramón y Cajal  nacque nel 1852 a Petilla de Aragón, una piccola località di montagna della regione spagnola di Navarra. Ramón y Cajal è noto per essere il primo a descrivere i dieci strati della retina.
Fu il primogenito di Antonia Cajal Puente, figlia di un tessitore, e di Justo Ramón Casasus, medico chirurgo. La formazione medica del padre fu affidata a un medico di campagna che lo iniziò all'arte del bisturi e, in un secondo momento, alle “barbierie chirurgiche” dove i barbieri di quel tempo rimuovevano anche ascessi, denti e appendici.
La coppia ebbe altri tre figli: Pedro, Paula e Jorja.
Nel 1860, quando Santiago aveva circa otto anni, uno scioccante evento turbò la quiete del piccolo paesino in cui viveva: un fulmine distrusse il campanile di una chiesa, causando gravi lesioni al parroco e traumatizzando i bambini del paese fra cui Santiago. Ramón y Cajal cominciò quindi a sviluppare un senso di timore nei confronti dell'incontrollabile forza della Natura, accompagnato, tuttavia, da una segreta ammirazione per essa, culminata con l'avvento dell'eclissi totale di Sole dello stesso anno, l'unica completa degli ultimi tre secoli. Questi episodi lo portarono a credere che l'uomo, disarmato di fronte all'incontrastabile potere della Natura, potesse trovare un alleato eroico e poderoso nella Scienza, strumento di previsione e dominio.
Nel 1861 per volere del padre, Santiago fu iscritto come alunno esterno, privatista, al collegio degli Scolopi di Jaca per completare gli studi primari e per essere allontanato dalle tentazioni della pittura, della caccia e della vita picaresca alle quali Santiago si dedicava con sempre maggior frequenza. Si trasferì quindi in casa dello zio materno Juan, tessitore.
Cajal detestò sin dal principio i metodi didattici del collegio dei religiosi, i quali abusavano di autoritarismo e di castighi corporali.
Per curare quelle che suo padre chiamava “deviazioni artistiche e letterarie”, Ramón venne in seguito indirizzato all'apprendistato di barbiere, seguendo le orme del genitore. La barberia dove cominciò era un negozio rudimentale, dove si era soliti discorrere di politica e dove il mastro barbiere, Acisclo, cospirava a favore della rivoluzione repubblicana che scoppiò nel 1868, quando Ramón aveva circa sedici anni e viveva con la sua famiglia ad Ayerbe.
Nel 1870 si trasferì con la famiglia a Saragozza dove cominciò gli studi medici. L'anno dopo venne nominato aiutante di dissezione e assistente della cattedra di Anatomia nella Facoltà di Medicina presso l'Università di Saragozza stessa.
A 21 anni, nel 1873, conseguita la laurea, venne chiamato a prestare servizio militare e i primi mesi nell'esercito trascorsero nei reggimenti di Burgos e Lerida, fronteggiando gli attacchi dei carlisti. Nel 1874 venne sorteggiato per occupare un posto nella sanità militare dell'esercito a Cuba, provincia spagnola che chiedeva l'indipendenza. In quest'occasione, data la lunghezza del viaggio e il cambio di continente, lo promossero al grado di capitano.

### La guerra di Cuba (1873-1876)
Partito per la guerra di Cuba, nel 1874, rivestì l'incarico di capitano con grande entusiasmo e apprezzò subito i colori e i calori del tropico, i parchi e i giardini, notando però che la vegetazione e la fauna caraibiche risultavano spesso insopportabili e nocive, a volte anche letali. Soprattutto vi erano moltissimi insetti, molti dei quali trasmettevano la malaria, la febbre gialla, e dolori e punture di cui si sapeva ancora poco. Venne assegnato all'infermeria di Vista Hermosa, una regione fangosa e paludosa dell'isola, bersaglio di frequenti attacchi delle truppe nemiche. L'ospedale, tutto in legno con un tetto di palme, aveva una capacità di circa duecento persone: le condizioni erano molto precarie ma questo non scoraggiò la voglia di combattere di Ramón y Cajal.
Dopo diverse settimane, dopo aver fantasticato di battaglie gloriose e grandi riconoscimenti, gli risultava insopportabile il fatto che i suoi unici nemici fossero insetti e microbi. Contrasse la malaria, e anche a causa della scarsa alimentazione egli si indebolì con grande velocità. Venne quindi trasferito prima ad Haiti e poi in altri ospedali dove gli fu diagnosticata una cachessia paludica grave e dove lo giudicarono non idoneo per la campagna militare, riportandolo in Spagna.

### L'impegno scientifico
Recuperata la salute, grazie alla paga ricevuta prestando servizio, Santiago riuscì ad acquistare un microscopio e altri strumenti di micrografia, diversi utensili da laboratorio e sostanze chimiche, reattivi, droghe e materiale bibliografico indispensabile per la messa a punto del suo primo studio neuroistologico.
Era il 1875, l'anno della scoperta della sua vocazione scientifica.
Era già aiutante della cattedra di Anatomia ma, per un avanzamento di carriera nel campo della docenza, era necessario il dottorato in Medicina, a quel tempo conferito solo dall'università di Madrid. Qui conobbe il cattedratico Maestre San Juan, che lo indirizzò all'amore per l'Istologia e qui, conferita la laurea, iniziò la sua personale ricerca.
(Ramón y Cajal, Vida, pensamiento y obra)

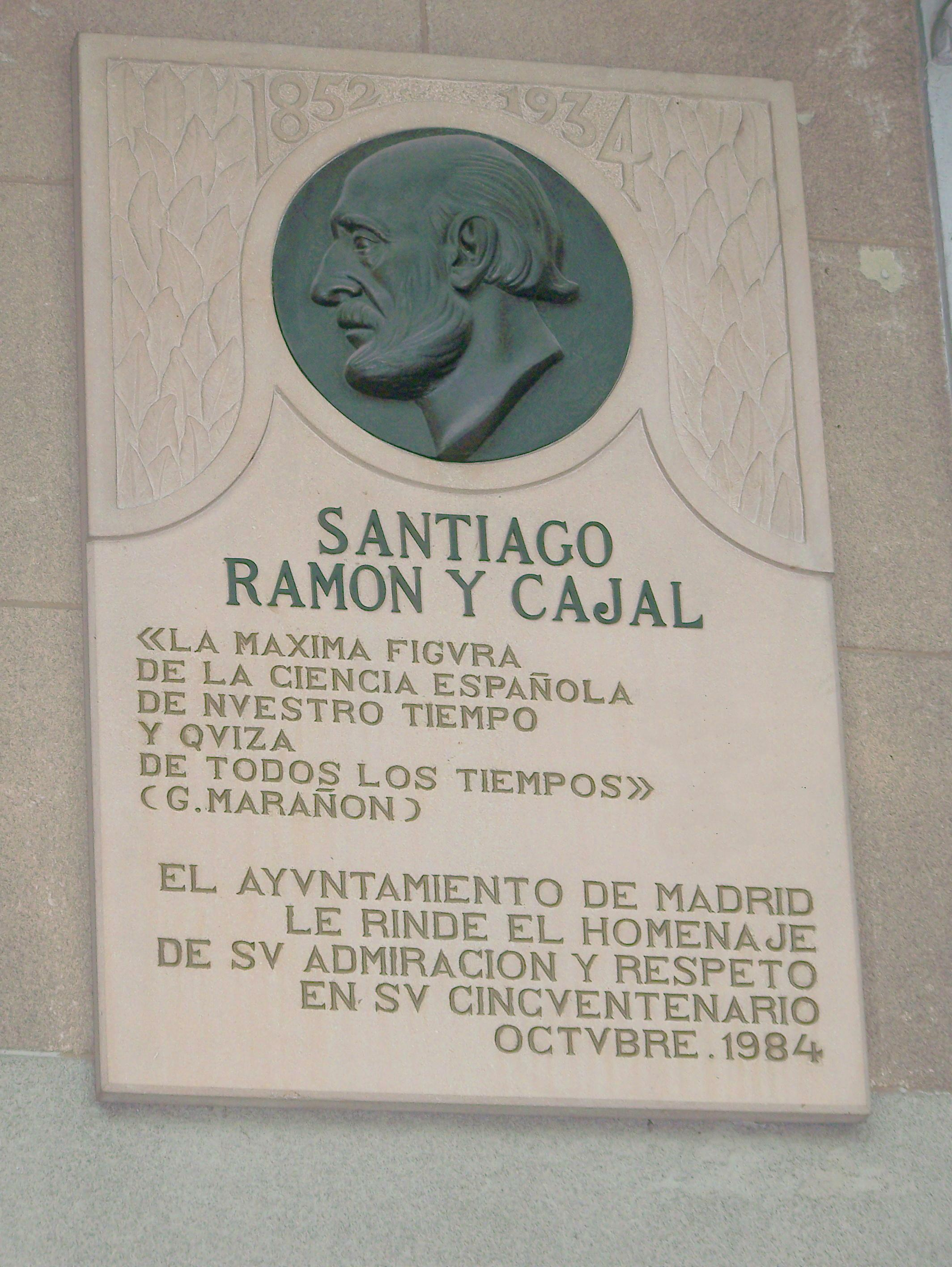
Casa di Santiago Ramon y Cajal, Madrid

Il 19 luglio del 1879 si sposò con Silvia Fañanás García con la quale ebbe sette figli.
Dal 1880 cominciò a pubblicare diversi lavori scientifici tra cui Manual de Histología normal y Técnica micrográfica (1889) e Manual de Anatomía patológica general (1890). Cajal scrisse più di 100 articoli scientifici in francese o tedesco. Alcuni di questi apparvero nel 1888 sulla Revista Trimestral de Histología normal y patológica (Rivista trimestrale di Istologia normale e patologica) e altri apparvero sotto il titolo di Trabajos del Laboratorio de Investigaciones biologicas de la Universidad de Madrid (Studi del Laboratorio di ricerche biologiche dell'Università di Madrid).
Nel 1887 il programma medico subì dei cambiamenti presso le università spagnole e l'Istologia, da dottorato qual era, divenne una vera e propria laurea. Si promossero quindi nuove cattedre che portarono Ramón y Cajal a trasferirsi a Barcellona e a Madrid.

#### Gli anni a Barcellona
A Barcellona trovò un ambiente favorevole per organizzare un primo laboratorio dove condurre i propri studi e apprendere la tecnica di tintura cromo-argentea di Camillo Golgi, che gli permise di visionare al meglio dendriti e assoni della rete neuronale.
In un primo momento soggiornò in un appartamento economico e modesto presso l'Hospital de la Santa Creu dove si trovava la Facoltà di Medicina, successivamente, invece, si trasferì in una casa lussuosa con un proprio laboratorio e un grande giardino, adatto per tenervi gli animali in corso di sperimentazione.
Grazie alla collaborazione con il dottor Rull riuscì ad ottenere un'aula abbastanza grande destinata a dimostrazioni ed insegnamenti di Istologia e Batteriologia, dotata di un buon microscopio Zeiss e di stufe di sterilizzazione. Benché avesse pochi alunni e l'aula fosse molto piccola, riuscì ad insegnare molto meglio a Barcellona che a Madrid, dove invece la massa trepidante di quattrocento alunni turbava l'ordine dell'aula stessa.
Ancora poco esperto di Anatomia patologica, decise di approfondire questa branca della Medicina dedicandosi ad autopsie e passando abitualmente alcune ore presso la sala di dissezione dell'Ospedale Santa Cruz dove recideva tumori, studiava le infezioni e i batteri. Quasi tutti i casi clinici qui affrontati, riguardanti i processi di infiammazione ed infezione, i tumori e le degenerazioni dei tessuti, porsero le basi per la redazione del Manuale di Anatomia Patologica Generale pubblicato nel 1890.
Sempre a Barcellona entrò a contatto con il Café Pelayo, un caffè dove si riunivano gli intellettuali del tempo, soprattutto professori universitari, per discutere e tenere tertulie. Qui conobbe Victorino Garcia de la Cruz che diventò poi un suo grande amico e che Cajal stesso definì come "uno dei commensali più piacevoli" lì incontrati. I due sostenevano spesso idee differenti ma avevano molte cose in comune come il culto dell'arte e della fotografia.

#### Gli anni a Madrid
Cinque anni dopo, nel 1892, vinse la cattedra di Istologia a Madrid. Sin dal principio lo impressionarono le abitudini dei nuovi colleghi: in Facoltà, come in generale in tutta l'Università, nessuno prestava attenzione all'altro, nessuno si curava di nessuno, come se in una città così grande come Madrid non vi fosse il tempo di dedicarsi alle relazioni umane.
Nonostante ciò anche nella capitale spagnola riuscì a coltivare alcune, anche se pochissime, importanti amicizie come quella con Benito Hernando, cattedratico di Terapeutica: un uomo molto modesto che disprezzava il lucro e i falsi valori e che si dedicava con devozione ed affetto agli amici e alla famiglia. A lui Cajal resterà sempre grato per come lo accolse sin da quando si trasferì a Madrid e per la grande generosità dimostrata nei suoi confronti e in quelli della sua famiglia.
Nel 1897 pubblicò l'opera “Regole e consigli sulla ricerca scientifica”, con la quale il grande istologo offriva una serie di consigli ai giovani studenti, cercando di promuovere l'entusiasmo per i lavori di laboratorio. Voleva quindi rafforzare la fede e dissipare i dubbi dei giovani scienziati spiegando quanto fosse importante la preparazione scientifica, quali fossero le peggiori malattie della volontà e del giudizio e, infine, come sviluppare un'indagine con metodo scientifico.
"Textura del sistema nervioso del hombre y de los vertebrados" (Tessuto del sistema nervoso dell'uomo e dei vertebrati), la sua opera più importante fu pubblicata nel 1904.
L'anno successivo fu segnato dalla consegna di uno dei più importanti riconoscimenti a cui uno scienziato potesse aspirare: la Helmholtz Medal, conferitagli dall'Accademia Imperiale delle Scienze di Berlino.
Cajal passò alla storia anche per la polemica dai toni molto accesi con Camillo Golgi. Questa famosa diatriba ebbe un momento culmine nel 1906 durante la giornata dell'assegnazione del Premio Nobel per la Medicina che i due condivisero. L'italiano fu il primo ad esporre la teoria della "rete diffusa", ma Ramón y Cajal intervenne a smentire il predecessore, convinto che ogni neurone costituisse un'unità a sé stante (Teoria del Neurone) per cui le cellule nervose fossero tra loro contigue ma non continue. In particolare, Cajal ipotizzò che una sorta di fenomeno induttivo permettesse la trasmissione dell'impulso nervoso grazie a particolari sostanze tra le cellule. Golgi, freddo e accademico, e Ramón y Cajal, impulsivo ed entusiasta, non resistettero alla tentazione di discutere e difendere le proprie idee anche in un'occasione regale ed ufficiale come quella. Oltre alla teoria dei neuroni, Ramón y Cajal sosteneva anche la legge della polarizzazione dinamica per la quale si spiega la trasmissione a distanza dell'impulso elettrico, il grande ostacolo che la teoria dei neuroni doveva sormontare per spiegare il ricorso a impulsi nervosi ricevuti ed inoltrati dalle varie componenti del neurone.
La dimostrazione della teoria del neurone avvenne negli anni '50 grazie all'utilizzo del microscopio elettronico, dando pienamente ragione a Cajal.
Nel 1917 pubblicò "Recuerdos de mi vida", un'autobiografia incentrata sulla propria infanzia e gioventù e sul proprio lavoro scientifico.

### Morte
Nel 1921 uno dei suoi alunni gli diagnosticò una forma di arteriosclerosi. Di età ormai avanzata, Ramon y Cajal accusava anche problemi cardiaci, epatici e nefritici e le sue condizioni peggiorarono notevolmente nel 1934.
Lo stesso anno pubblicò "El mundo visto a los ochenta años" e morì il 17 ottobre per delle ustioni che lo portarono alla morte.

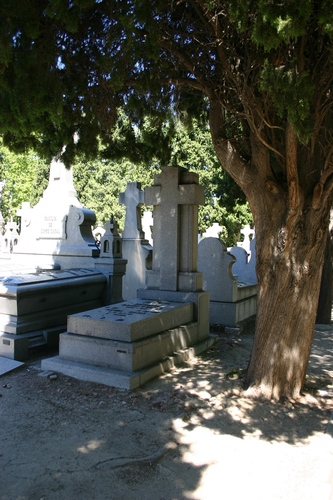
Tomba di Santiago Ramon y Cajal, cimitero di Nuestra Señora de la Almudena, Madrid

Fece parte della Massoneria spagnola, fu iniziato nella loggia “Caballeros de la Noche” nº 68 di Saragozza, appartenente al Gran Oriente Lusitano Unido..
A Ramón y Cajal sono stati dedicati il cratere Cajal, sulla Luna e l'asteroide 117413 Ramonycajal.

## Cajal: uomo spagnolo
Dallo stupore del fulmine che distrusse la chiesa, all'eclissi di Luna vista da bambino, Ramón y Cajal si presenta come un uomo capace di aprirsi alle novità e di meravigliarsi per ogni nuova scoperta. Ma non è solo la potenza della Natura a sorprenderlo: anche la recentissima ferrovia, la fotografia, che permetteva la rivelazione dell'immagine “latente”, e la “magia” delle polveri.
(Ramón y Cajal, Vida, pensamiento y obra)
Una vera scoperta fu per lui la Fisica, la “scienza dei miracoli” e la Matematica, l'ultima struttura formale della realtà visibile.
Gli studi medici posero davanti ai suoi occhi una nuova meraviglia: il corpo umano, nel quale vedeva l'incredibile artificio della vita.
Questa grande meraviglia nei confronti dell'esistenza si tradusse in lui in vera e propria “venerazione”, sentimento che lo accompagnò durante tutto il percorso scientifico, facendovi, probabilmente, anche da stimolo e motore.
Cajal si contraddistinse, non solo per essere stato un grande biologo, ma anche per l'attitudine di spagnolo fervoroso, innamorato della propria terra e della propria patria. Lo si considera, infatti, un precursore del movimento letterario della “Generazione del '98”, caratterizzato da un amore sentimentale ed estetico per la terra di Castiglia, la “médula de España”, il cuore della Spagna.
Il patriottismo di Cajal e il suo modo di “sentirsi spagnolo” attraversò quattro diverse tappe.
- Tappa tradizionale (1860-1878): la vittoria delle truppe spagnole nella guerra d'Africa, nel 1860, molto sentita in tutta la Spagna, fu lo stimolo che per la prima volta gli permise di sentirsi parte di una patria, ad otto anni. Questo sentimento si tradusse in seguito in un tradizionalismo liberale che lo portò a scontri ideologici con i moderati e i conservatori della monarchia.[32]
- Tappa regeneracionista (1878-1898): la tragica notizia della perdita delle colonie nel 1898 lo riportò alla vera realtà e alla vera crisi che la Spagna stava vivendo. Partecipò quindi alla campagna per la rigenerazione della patria distrutta, contribuendo alla letteratura del tempo. Si passa quindi ad un nuovo patriottismo, fondato sulla speranza nella Spagna del futuro.

La rinascita della Spagna, la nuova vita che doveva iniziare dopo il grande Disastro, si doveva conquistare innanzitutto con il lavoro intellettuale, scientifico e tecnico.
- Tappa “laboriosa” (1905-1932): a partire dal premio Nobel conferitogli nel 1906 l'istologo si dedicò giorno per giorno alla silenziosa ambizione di realizzare la parte di quel “chiscottimismo del lavoro” che lo riguardava. Il suo amore nella patria si manifestava nel compimento di doveri personali, nell'impresa di aumentare le numerose idee spagnole circolanti nel mondo. Proprio in questo periodo scrisse le opere più importanti come "Istologia del sistema nervoso dell'uomo e dei vertebrati" (1909-1911) e “Studi sulla degenerazione e rigenerazione del sistema nervoso” (1913-14).

Si nota, quindi, la profonda vicinanza al mito di Don Chisciotte, eroe con antichi ideali e valori. Cajal stesso, infatti, disse di rendere la sua vita un poema vivo di azione intensa e di eroismo tacito a favore della cultura scientifica, occupandosi del rinascimento biologico.
- Tappa dell'incertezza (1932-1934): in cui si temeva la disintegrazione nazionale e la ridistribuzione del territorio. Prevale quindi l'angoscia per il futuro della propria patria, ma la speranza di orientare le volontà a un bene comune in realtà non viene mai persa.[35]

## Cajal: uomo e scienziato
La vocazione istologica di Cajal si deve a quattro diversi momenti, due temperamentali, uno familiare e l'altro prettamente storico.
- Dalla nascita Cajal ebbe una vigorosa passione per la contemplazione della Natura:

- Importanti nella sua formazione furono la sua grande forza di volontà e anche il suo desiderio di precisione ed esattezza, senza questo probabilmente la sua vena scientifica non si sarebbe sviluppata ed affermata.[37]
- Il padre di Ramón y Cajal ebbe sicuramente un ruolo decisivo nella nascita di quello che fu il biologo dei biologi. Allontanandolo dal mondo della pittura, lo avvicinò sempre di più a quello della scienza, impartendogli, sin da quando aveva appena sedici anni, le prime nozioni di osteologia con ossa rubate al cimitero.[38]
- Dal punto di vista storico, in quell'epoca apparvero molte nuove teorie scientifiche come l'evoluzionismo di Darwin o la teoria cellulare. Venendo proprio a contatto con esse e confrontandosi con opere di altri studiosi, come “La patologia cellulare nella sua fondazione dall'istologia patologica e fisiologica” di Virchow, Ramón decise di appropriarsi dell'unico microscopio dell'università di Saragozza e dedicarsi all'istologia.[39]

In un primo momento è mosso da una curiosità indefinita e dinamica: analizzerà la retina, il mesentere, la cartilagine, i muscoli, gli epiteli. Successivamente si dedicherà anche alla batteriologia, spinto dallo scoppio dell'epidemia di colera nel 1885, cedendo al "fascino degli esseri infinitamente piccoli".

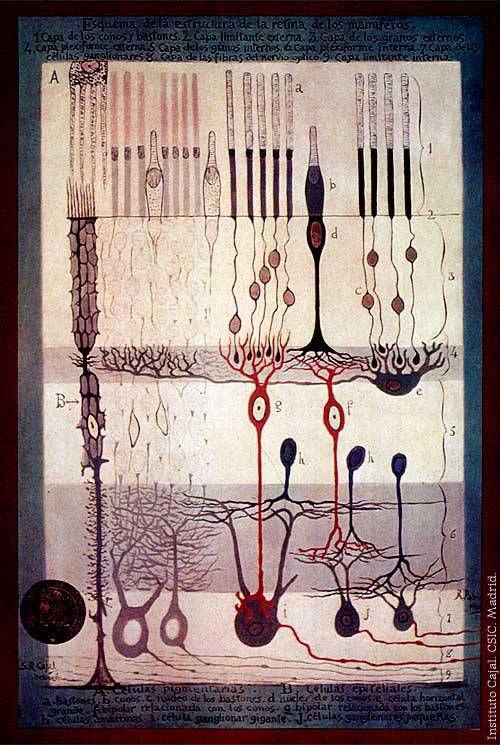
Struttura della retina dei mammiferi, c.1900 Santiago Ramon y Cajal.

L'interesse del sistema nervoso si deve probabilmente alla sua attitudine romantica, affascinata dai meccanismi del pensiero umano. Leggendo Fichte e Kant disse: 
Lo studio neuronale dell'istologo può essere facilmente ripartito in tre diversi periodi :
- Primo periodo (1888-1903): la dottrina morfologica dei neuroni;

Questo periodo si caratterizza per la convinzione che ciò che è morfologicamente meno differenziato sia ontologicamente anteriore a ciò che lo è di più. Guidato da questa teoria, Ramón studia con il metodo cromo-argenteo di Golgi il sistema nervoso negli embrioni di volatili e di mammiferi, ottenendo immagini chiarissime dei corpi cellulari e delle ramificazioni terminali del cilindrasse e dei dendriti, permettendogli di analizzarli anche durante la loro crescita e il loro sviluppo.
- Secondo periodo (1903-1913): l'impiego dell'esperimento fisiologico;

Nel 1903 la conoscenza morfologica dei neuroni era ormai ultimata ma in realtà mancava da analizzare ancora qualcosa di estremamente importante: la struttura intima del protoplasma nervoso, per il quale la impregnazione del Golgi non si era rilevata sufficiente. Era necessario quindi cambiare metodo. In particolare Cajal si rifece al nitrato di platino ridotto, un metodo di Simarro. Sarà proprio questo metodo a dare unità a tutte le ricerche e i lavori di questa nuova tappa dell'investigazione istologica di Cajal.
Di questi ricordiamo:
- dimostrazione e trama delle neurofibrille nei corpi cellulari e nelle terminazioni dei diversi neuroni;
- studi sopra la rigenerazione e la degenerazione dei nervi e le vie centrali;
- anatomia comparata del cervelletto e del bulbo rachideo;
- struttura del nucleo dei neuroni
- difesa del neuronismo contro il nuovo reticolarismo di István Apáthy, Albrecht Bethe[43] e Hans Held,[44] e trionfo della concezione neuronale.

In questa nuova tappa è facilmente riscontrabile un nuovo stile nell'investigazione di Ramón y Cajal, caratterizzato dall'uso frequente dell'esperimento fisiologico: lo studio del reticolo neuro-fibrillare sotto l'azione della temperatura, i numerosi lavori sperimentali sopra la generazione dei nervi, i saggi sull'autolisi e sulla sopravvivenza in vitro dei neuroni, le varie idee sull'ambiente fisiochimico più adatto per l'accrescimento delle sostanze neuro-tropiche.
- Terzo periodo (1913-1934): pubblicazioni e fatica;

La terza tappa del percorso investigativo del medico spagnolo inizia con un'importante innovazione tecnica: la scoperta del nitrato d'uranio (1912), che permise una miglior esplorazione dell'apparato del Golgi, e dell'oro sublimato da lui inventato nel 1913, con il quale poté approfondire gli studi sul neuroglia, il tessuto con funzione di sostegno nei centri nervosi.
Avendo compiuto sessant'anni nel 1913, è evidente che le scoperte in questo periodo siano nettamente inferiori rispetto ai precedenti: la redazione del libro “Degenerazione e rigenerazione del sistema nervoso” lo stancò molto e la morte di molti scienziati istologi durante la prima guerra mondiale lo depresse. Nonostante ciò proseguì la sua ricerca quotidiana pubblicando tanti lavori di rilevante importanza, come quello sul disorientamento iniziale delle cellule della retina con assone corto.

## Il senso del sapere scientifico per Ramón y Cajal
Che significò per un uomo di scienza quale Ramón y Cajal il possesso delle verità scientifiche raggiunte grazie a un suo personale sforzo e impegno?
Da genio investigatore qual era, Ramón y Cajal cercava di raggiungere la perfezione e, con essa, la relativa felicità di essere “qualcosa in più” (intellettualmente parlando): cercava, quindi, uno stato personale più soddisfacente che si traduceva in un connubio tra individualismo e altruismo.
- Individualismo perché l'investigatore ama il progresso per amore di sé stesso, nonostante tutti credano lavori per la collettività;[49]
- Altruismo perché, nonostante lo scienziato lavori essenzialmente per sé, le sue scoperte si riversano sull'umanità intera che ne beneficia.[50]

Cajal tentò di spiegare quest'altruismo essenziale dello scienziato paragonando l'attività scientifica all'amore: 

In questo quadro di armonia e altruismo Cajal assume però un atteggiamento distaccato nei confronti della famiglia: 

## Scritti principali
- Reglas y consejos sobre investigación científica, 1875
- Articoli sulla Revista Trimestral de Histología normal y patológica e Trabajos de Laboratorio de Investigacione biológicas de la Universidad de Madrid, 1888
- Manual de Histología normal y Técnica micrográfica, 1889
- Manual de Anatomía patológica general, 1890
- Les nouvelles idées sur la fine anatomie des centres nerveux, 1894
- Elementos de Histología, 1897
- Textura del sistema nervioso del hombre y de los vertebrados, 1904
- Degeneración y regeneración del sistema nervioso, 1913
- Recuerdos de mi vida, 1917
- El mundo visto a los ochenta años, 1934